# Chikkanayakanahalli, Sakleshpur
Chikkanayakanahalli là một làng thuộc tehsil Sakleshpur, huyện Hassan, bang Karnataka, Ấn Độ.